# 白垭乡
白垭乡，是中华人民共和国四川省甘孜藏族自治州德格县下辖的一个乡镇级行政单位。

## 行政区划
白垭乡下辖以下地区：
冷茶村、林学村、阿池村、尼朱村、日火村、窝色村和茶安村。